# Campylomyza pubescens
Campylomyza pubescens är en tvåvingeart som beskrevs av Jaschhof 2009. Campylomyza pubescens ingår i släktet Campylomyza, och familjen gallmyggor. Arten är reproducerande i Sverige.